# Платеозавр
Платеоза́вр (лат. Plateosaurus, от др.-греч. πλᾰτύς — «широкий» и др.-греч. σαυρα — «ящерица»; буквально — широкий ящер) — род растительноядных ящеротазовых динозавров из семейства платеозаврид подотряда завроподоморф. Впервые описан немецким палеонтологом Германом фон Майером в 1837 году. Является крупнейшим из известных динозавров триасового периода. Его длина достигала 6—12 м, масса — до 4 тонн.

## Описание

Сравнение размеров платеозавра и человека

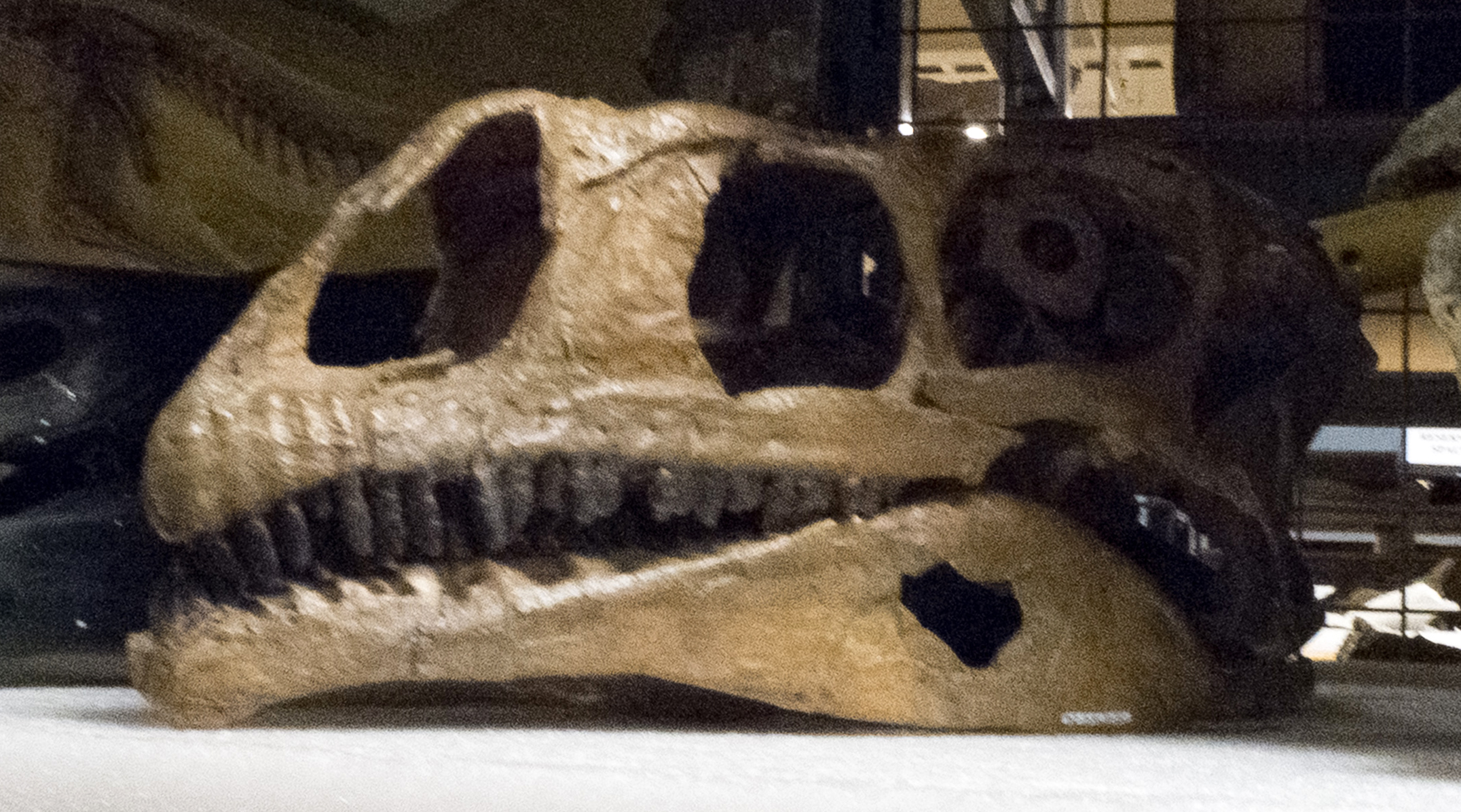
Череп P. gracilis

Будучи растительноядным, платеозавр имел длинную шею и приземистое туловище грушевидной формы. Череп — маленький и узкий по сравнению с размерами туловища. Зубы — ланцетовидные (в верхней челюсти свыше 30, в нижней — менее 30). Морда — вытянутая, глаза направлены вбок, а не вперёд, что улучшало обзор и позволяло заранее заметить хищника. Передние конечности были короче задних и на них чётко выделялись пальцы. Это свидетельствует о том, что они были приспособлены для хватания, то есть могли использоваться для хватания пищи.
Один из первых массивных растительноядных ящеров, платеозавр хорошо известен палеонтологам по многочисленным скелетам. Его окаменелости найдены в разных странах Европы, включая Францию, Швейцарию и Германию. Длинное тело, мощный таз и мускулистый тяжёлый хвост, по-видимому, говорят об умении стоять на задних лапах, опираясь при этом на хвост, как кенгуру. Такая поза позволяла дотягиваться до крон древовидных папоротников и других растений на высоте до 5 м. Длина же тела достигала 6—12 метров.
Среда естественного обитания платеозавров — пустынные территории Европы. Его окаменелости наиболее типичны для Европы, где найдено всего более 50 мест обитания.
Передвигался платеозавр, в основном, на четырёх конечностях, хотя при необходимости быстрого передвижения мог вставать на две. Ближайшими родственниками платеозавра являлись такие завроподоморфы, как анхизавр, массоспондил и текодонтозавр.
Ребра были соединены с дорсальными (туловищными) позвонками двумя суставами, действующими вместе как простой шарнирный сустав, что позволило исследователям восстановить вдыхаемые и выдыхаемые положения грудной клетки. Разница в объеме между этими двумя положениями определяет объем воздухообмена (количество воздуха, перемещаемого с каждым вдохом), определяемый как приблизительно 20 литром для P. engelhardti, вес которого оценивается в 690 кг или 29 мл / кг веса тела. Это типичное значение для птиц, но не для млекопитающих, и указывает, что у Plateosaurus, вероятно, были лёгкие, аналогичные птичьим, хотя показатели для постчерепной пневматичности (воздушные мешочки легкого, проникающие в кости, чтобы уменьшить вес) могут быть обнаружены на костях лишь нескольких особей, и были признаны только в 2010 году. В сочетании с данными гистологии костей это указывает на то, что платеозавр был теплокровным.

## Систематика

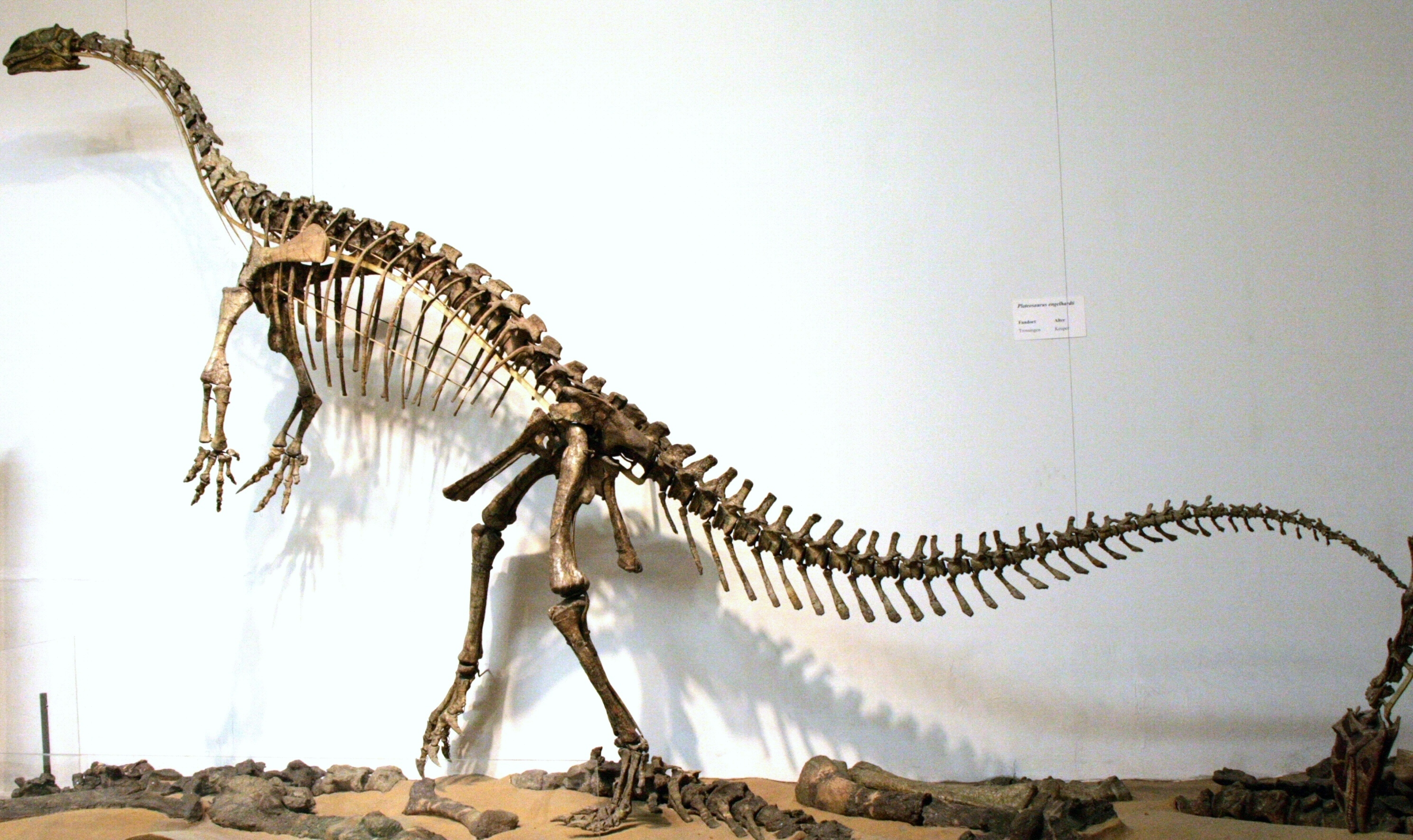
Скелет P. trossingensis

Plateosaurus engelhardti был первым динозавром, получившим название за пределами Великобритании. С тех пор многочисленные образцы были отнесены к роду Plateosaurus, а также предложены новые виды: Plateosaurus ingens (ранее Gresslyosaurus ingens), Plateosaurus erlenbergiensis, Plateosaurus gracilis (ранее Sellosaurus gracilis) и Plateosaurus trossingensis. Достоверность этих образцов обсуждалась в течение последних нескольких десятилетий. Одна из основных альтернатив классификации платеозавров, являющейся наиболее приемлемой для большинства авторов, признаёт три допустимых вида — P. gracilis, родственный ему таксон P. engelhardti и P. ingens. Однако материал, отнесенный к P. ingens, находится в стадии подготовки к повторному описанию, поскольку он, возможно, представляет новый род. Основная проблема с систематикой платеозавров возникает из-за фрагментарного характера голотипа. Вследствие этого Петер Гальтон предложил, чтобы образец SMNS 13200, полный скелет, включающий черепной и посткраниальный материал, отнесённый к P. trossingensis, должен быть неотипом платеозавра, который был принят решением Международной комиссии по зоологической номенклатуре.
Взаимосвязи ранних зауроподоморфов и филогенетические отношения внутри рода платеозавр начиная с 2000-х годов стали привлекать большее внимание палеонтологов благодаря новым таксонам, описанным для позднего триаса Южной Америки, Африки и Европы. Тем не менее ряд вопросов остаются нерешёнными. Макфи совместно с коллегами перечислили основные проблемы ранней таксономии зауроподоморф, такие как фрагментарный материал и недостающие данные для ключевых образцов; отсутствие полных описаний и ограниченный доступ к нескольким китайским таксонам. Одной из первых попыток оценить взаимосвязи платеозавров был филогенетический анализ, проведенный Йейтсом, в котором род платеозавр был обнаружен у основания клады Plateosauria, определенной как наименее инклюзивная клада, содержащая платеозавра и зауропод. Клада, включающая виды, более близкие к Plateosaurus trossingensis, чем к зауроподам, была названа Plateosauridae в той же работе, а также в большинстве других кладистических анализов благодаря описанию вида Unaysaurus tolentinoi в качестве родственного таксона платеозавру.

## В массовой культуре
Платеозавры фигурируют в первой серии научно-популярного сериала BBC «Прогулки с динозаврами».

## Галерея

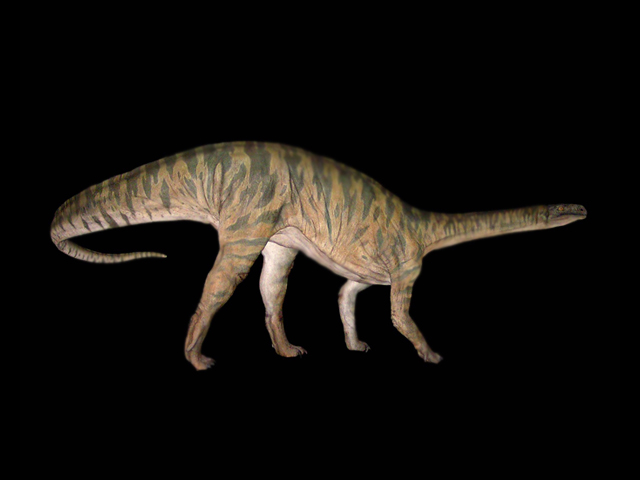